# Ameritech Cup 1995
L'Ameritech Cup 1995 è stato un torneo femminile di tennis giocato sul sintetico indoor. È stata la 24ª edizione del torneo, che fa parte della categoria Tier II nell'ambito del WTA Tour 1995. Si è giocato nell'UIC Pavilion di Chicago negli USA, dal 6 al 12 febbraio 1995.

## Campionesse

### Singolare
Magdalena Maleeva ha battuto in finale  Lisa Raymond con il punteggio di 7–5, 7–6

### Doppio
Gabriela Sabatini /  Brenda Schultz hanno battuto in finale  Marianne Werdel /  Tami Whitlinger-Jones con il punteggio di 5–7, 7–6, 6–4